# Богданів гайок
Богданів гайок — комплексна пам'ятка природи місцевого значення в Україні. Розташована в межах Полонського району Хмельницької області, на захід від с. Новолабунь
Площа 7,4 га. Статус надано відповідно до розпорядження голови Хмельницької ОДА від 28.09.1995 року № 67-р. Перебуває у віданні ЛКП «Лісовик»
Являє собою лісовий масив серед підвищеної горбистої місцевості з крутизною схилів 7-15°. Переважають насадження дуба звичайного. З інших дерев трапляються липа серцелиста, береза, осика, груша. В підліску та на узліссях зростають глід, терен, ліщина звичайна,  крушина ламка, бузина чорна, калина звичайна. 
Має значне ґрунтозахисне, водорегулююче та рекреаційне значення. Розташовуючись серед агроландшафтів з домінуванням ріллі, є цінним резерватом для природної флори та фауни.